# Casa parohială în care s-a născut sculptorul A. Plămădeală (Durlești)
Casa parohială în care s-a născut sculptorul A. Plămădeală este o clădire amplasată în Durlești, municipiul Chișinău, Republica Moldova. Este un monument istoric și arhitectural de importanță națională inclus în Registrul monumentelor Republicii Moldova ocrotite de stat cu nr. 396 (municipiul Chișinău). Datează din jum. II a sec. XIX.